# 정종해
정종해(1947년 4월 7일~)는 대한민국의 정치인이다. 제42·43대 전라남도 보성군수(민선 4·5기, 2006~2014)를 지냈다.

## 역대 선거 결과
|  | 55.35% |

|  | 52.48% |

|  | 44.97% |

| 전임 하승완 | 제42·43대 전라남도 보성군수 2006년 7월 1일~2014년 6월 30일 | 후임 이용부 |